# Otto Häusser
Otto Häusser, auch Otto Häußer, (* März 1905 in Sulzbach/Saar; † 1979 ebenda) war ein deutscher Bildhauer.

## Leben
Häusser wurde 1905 im saarländischen Sulzbach geboren. Er durchlief die Ausbildung zum Steinmetz in der väterlichen Werkstatt und studierte von 1925 bis 1928 Bildhauerei an der Staatlichen Kunst- und Kunstgewerbeschule in Saarbrücken und war dort Schüler von Christoph Voll. 1928 wechselte er zur Badischen Landeskunstschule in Karlsruhe als Meisterschüler von Voll, der im gleichen Jahr dorthin gewechselt war. 1935 kehrte Häusser nach Saarbrücken zurück und ließ sich hier als freischaffender Bildhauer nieder.
Im Jahr 1939 ging Häusser zur Weiterbildung nach Berlin, wo er auch die Bildhauerin Johanna Breuer heiratete. Während dieser Zeit entstand auch die Granit-Skulptur Sitzende, die das Saarlandmuseum 1952 erwarb. Im folgenden Jahr wurde er Leiter des Ateliers von Arno Breker in Berlin. Dafür erhielt Häusser eine „Unabkömmlichkeitsbescheinigung“ und musste keinen Kriegsdienst leisten. Nach 1944/45 lebte er dann am Starnberger See.
Im Jahr 1948 kehrte Häusser nach Sulzbach zurück und wurde Mitglied des Bundes bildender Künstler an der Saar. Im Jahr 1957 arbeitete er im Kontext der Restaurierungsarbeiten der Schlosskirche Saarbrücken. Zwei Jahre später gestaltete er den Meilenstein „Berlin 755 km“ auf der Verkehrsinsel der Wilhelm-Heinrich-Brücke in Saarbrücken. Im Jahr 1964 fertigte er zwei Säulenvasen im Stil des Barock für die Freitreppe am Ludwigsplatz im Auftrag der Stadt Saarbrücken und gestaltete ein Denkmal zur Teilung Deutschlands im Stadtpark Sulzbach. Zu seinen bevorzugten Motiven gehörten Darstellungen von Bergleuten und Hüttenarbeitern.

## Ausstellungen
- 1955: Saarländische Landschaft und Industrie, Saarlandmuseum, Saarbrücken
- 1995: Gedächtnisausstellung, Salzbrunnenhaus, Sulzbach